# 크루존 증후군

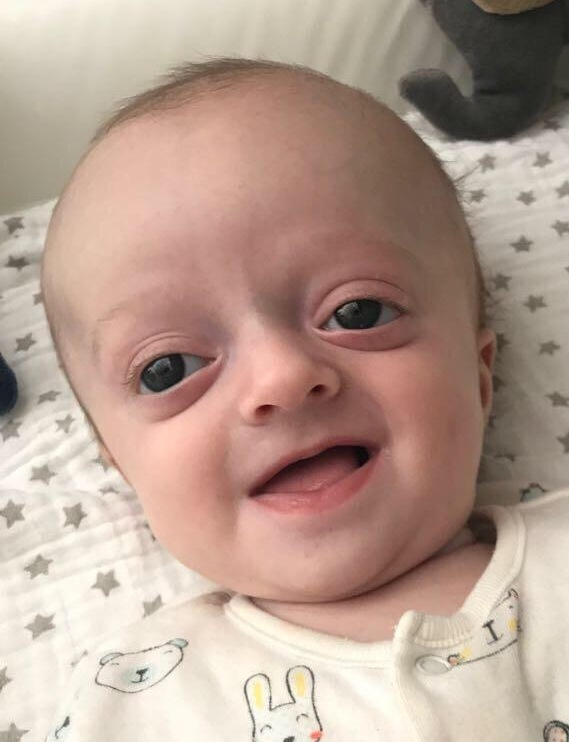
크루존 증후군을 앓고 있는 아기

크루존 증후군(Crouzon 症候群)은 유전 질환 중 하나로 안면기형을 동반한다. 발견자인 프랑스의 외과의사 크루존(Octave Crouzon)의 이름을 따서 명명되었다.
안구 돌출로 눈을 감지 못해 시력 손상이 올 수 있으며, 치아의 부정교합과 호흡곤란을 겪는 경우가 많다. 뇌압 상승으로 시력 상실이나 정신지체가 올 수 있으므로, 수술이 요구된다. 대략 25,000명 당 한 명 꼴로 발생하며, 우성 질환이다.

## 같이 보기
- 트리처 콜린스 증후군